# 原崎智仁
原﨑 智仁（はらさき ともひと、1970年（昭和45年）7月4日 - ）は日本の政治家。元福岡県福津市長（2期）。元福津市議会議員（2期）。

## 経歴
福岡県立福岡高等学校卒業。2003年（平成15年）3月、早稲田大学政治経済学部政治学科卒業。同年9月から2010年（平成22年）11月まで社会福祉法人玄洋会に勤務した。
2010年（平成22年）12月26日に行われた福津市議会議員選挙に出馬し初当選した。翌2011年（平成23年）1月24日、市議就任。2014年（平成26年）、再選。
2017年（平成29年）1月、市議を辞職。同年2月5日の福津市長選挙に立候補。自民党・公明党の推薦を受けた現職・小山達生ら2候補を破り初当選した。投票率は46.37％。3月6日、市長就任。
2021年（令和3年）2月7日、同選挙でいずれも元市職員の永島和昭・小田幸暢の2候補を破り再選。
2025年（令和7年）2月9日、同選挙で前市議の福井崇郎に敗れ落選した。